# Lynceiopsis perrieri
Lynceiopsis perrieri är en kräftdjursart som beskrevs av Daday 1912. Lynceiopsis perrieri ingår i släktet Lynceiopsis och familjen Lynceidae. Inga underarter finns listade i Catalogue of Life.